# Heinrich Gustav Magnus
Heinrich Gustav Magnus (Berlim, 2 de maio de 1802 – Berlim, 4 de abril de 1870) foi um físico alemão.

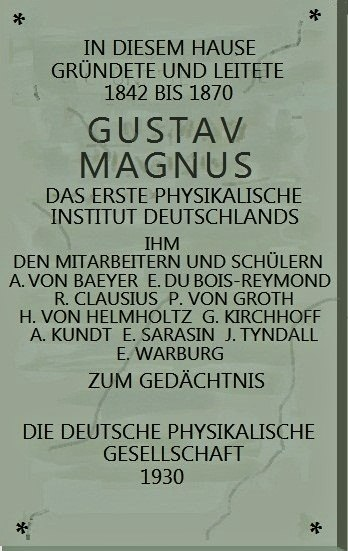
Placa comemorativa na Magnus-Haus

Em suas pesquisas constatou a ocorrência de desvios nas trajetórias balísticas em relação à direção que teoricamente se esperaria, em consequência de um fenômeno que ficou conhecido como efeito Magnus. Tal conclusão foi obtida em 1852, ao constatar que o meio em movimento (água ou ar, por exemplo) atua sobre um cilindro, que gira segundo um eixo perpendicular à direção do movimento. Esse efeito manifesta-se por uma força cuja direção é perpendicular tanto ao eixo de rotação do cilindro quanto à direção da corrente. O efeito Magnus encontrou aplicação na propulsão de navios.

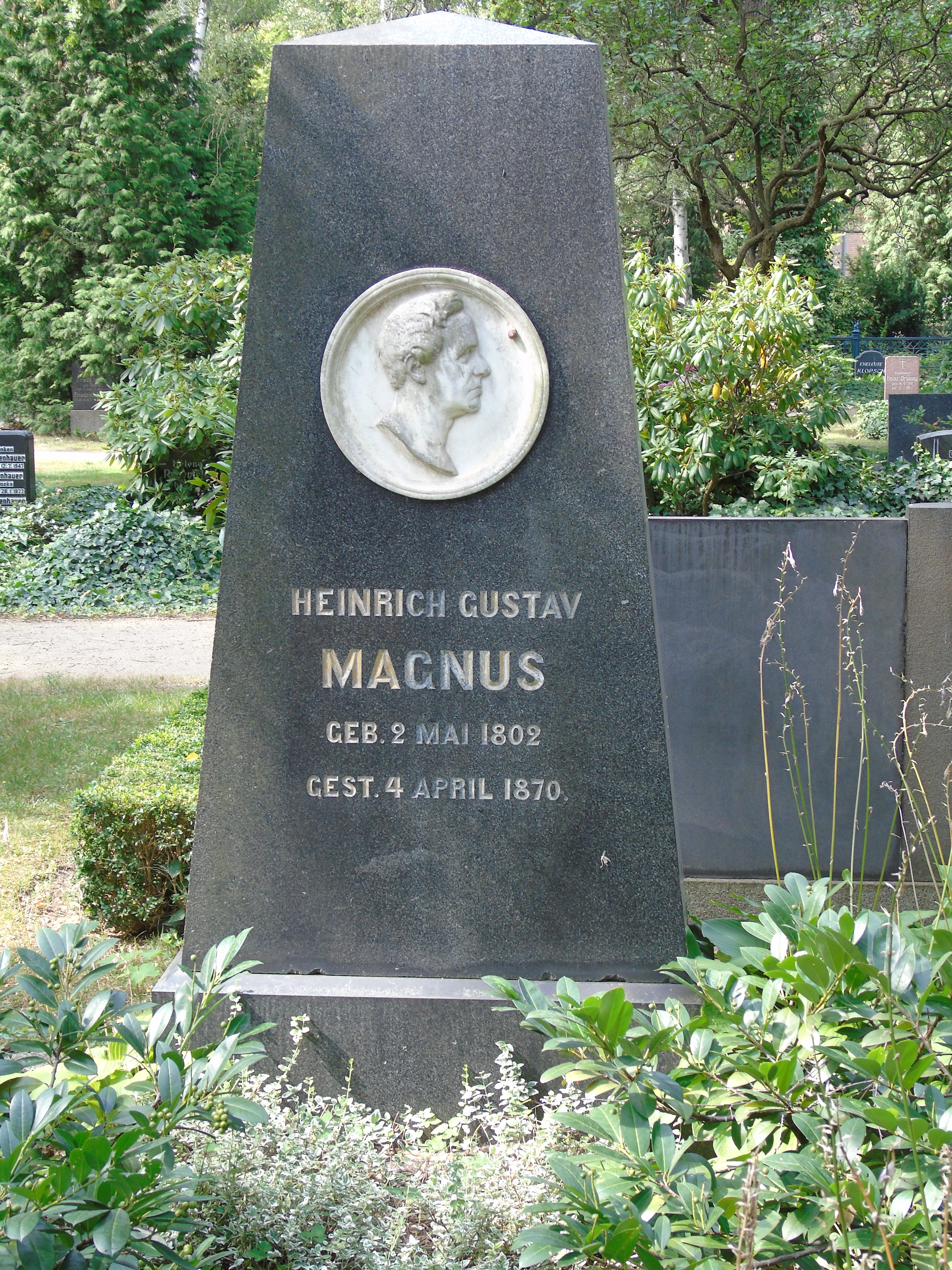
Sepultura no Dorotheenstädtischer Friedhof, Berlim

Magnus também obteve resultados importantes na determinação da velocidade de difusão do hidrogênio. Mediu ainda o grau geotérmico, a dilatação do ar com o calor e descobriu o cloreto platinoso, também chamado sal verde de Magnus. Descobriu ainda o ácido periódico.